# Cerrito Colorado, Buenavista
Cerrito Colorado är en ort i Mexiko.   Den ligger i kommunen Buenavista och delstaten Michoacán de Ocampo, i den södra delen av landet, 400 km väster om huvudstaden Mexico City. Cerrito Colorado ligger 887 meter över havet och antalet invånare är 123.
Terrängen runt Cerrito Colorado är kuperad. Runt Cerrito Colorado är det ganska glesbefolkat, med 38 invånare per kvadratkilometer. Närmaste större samhälle är Buena Vista Tomatlán, 14,9 km söder om Cerrito Colorado. I omgivningarna runt Cerrito Colorado växer huvudsakligen savannskog.